# Münsterplatz (Bern)
Der Münsterplatz ist ein zentral gelegener Platz in der Stadt Bern (Schweiz) und bildet das weitläufige Vorfeld des Berner Münsters, der grössten spätgotischen Kirche des Landes. Der Platz befindet sich im Herzen der Berner Altstadt, die seit 1983 Teil des UNESCO-Welterbes ist. Geprägt von seiner historischen Bedeutung und seiner architektonischen Vielfalt stellt der Münsterplatz einen bedeutenden urbanen Raum dar, der sowohl kulturelles als auch gesellschaftliches Zentrum ist.

## Lage

Der Münsterplatz 1825

Er ist umgeben von einer Reihe historischer Gebäude aus dem 15. bis 18. Jahrhundert, darunter bedeutende Patrizierhäuser und Verwaltungsbauten. Besonders prägnant sind das Stiftsgebäude und das westlich zwischen der Einmündung der Herrengasse und der Münstergasse stehende Tscharnerhaus. Der Platz ist durch mehrere Gassen und Treppen mit anderen Teilen der Altstadt verbunden, wie der Münsterplattform, einem beliebten Aussichtspunkt, der am südöstlichen Ende vom Platz zu betreten ist. An der nordwestlichen Ecke steht der 1791 erbaute Mosesbrunnen, der den bereits seit 1544 bestehenden Brunnen ersetzte. Heute dient der Münsterplatz als zentraler Veranstaltungsort für öffentliche Anlässe, Märkte und kulturelle Veranstaltungen. Es finden hier Feste, politische Kundgebungen und Open-Air-Veranstaltungen statt.

## Geschichte

### Mittelalterliche Entstehung
Die Geschichte des Münsterplatzes ist eng mit dem Bau des Berner Münsters verbunden, dessen Grundstein am 11. März 1421 gelegt wurde. Der Platz spiegelt die politische und wirtschaftliche Entwicklung der Stadt wider, die sich zu Beginn des 15. Jahrhunderts zu einem eigenständigen Stadtstaat entwickelte. Bern, das sich durch die Eroberung des Aargaus 1415 territorial ausdehnte, wollte mit dem Bau des Münsters seine wachsende Bedeutung unterstreichen. Vor dem Bau des Münsters befand sich an dieser Stelle ein kleiner Kirchhof. Um jedoch Raum für einen repräsentativen Kirchenvorplatz zu schaffen, mussten mehrere mittelalterliche Wohnhäuser weichen. Diese Umgestaltungen wurden im Verlauf des 15. Jahrhunderts schrittweise umgesetzt und führten zur Entstehung des heutigen Münsterplatzes. Die Stadt Bern, die als Bauherrin des Münsters auftrat, nahm auch die Gestaltung des Platzes in die Hand, wodurch er ein Symbol für den aufstrebenden Stadtstaat wurde.

### Reformation und frühe Neuzeit
Während der Reformation in der Schweiz im frühen 16. Jahrhundert wurde der Münsterplatz zu einem zentralen Ort für öffentliche Dispute und religiöse Kundgebungen. Nach der Einführung der Reformation in Bern im Jahr 1528 fanden hier Predigten und politische Reden statt, die das neue reformierte Gedankengut vermittelten. Der Platz wurde nicht nur zum Zentrum des städtischen Lebens, sondern auch zu einem politischen Forum.
Mit der Reformation einher ging eine Umgestaltung des Münsters selbst: Die katholische Ausstattung wurde entfernt, Altäre und Heiligenbilder wurden durch die Stifterfamilien zurückgenommen oder zerstört. Diese Massnahmen unterstrichen den Bruch mit der bisherigen kirchlichen Tradition und manifestierten den Einfluss des Stadtstaates auf religiöse Angelegenheiten. Auch der Münsterplatz als öffentlicher Versammlungsort war davon betroffen, da er zunehmend für politische und religiöse Veranstaltungen genutzt wurde.
Im Laufe der frühen Neuzeit etablierte sich der Münsterplatz zudem als Marktfläche. Besonders während kirchlicher Feste fanden hier Märkte statt, bei denen Händler aus der Region ihre Waren anboten. Gleichzeitig blieb der Platz ein Ort offizieller Zeremonien und öffentlicher Feiern.

### Umgestaltung im 19. Jahrhundert

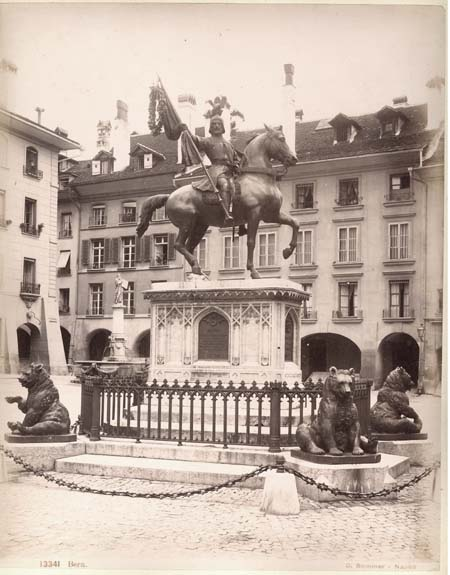
Erlach-Denkmal auf dem Münsterplatz

Im 19. Jahrhundert wurde der Münsterplatz im Zuge der Stadterweiterung umfassend umgestaltet. Nachdem Bern im frühen 19. Jahrhundert zur Bundesstadt der Schweiz geworden war, wuchs die Bedeutung des Platzes weiter. Das vom Künstler Joseph Simon Volmar entworfene, vom Berner Architekten Gottfried Debler zusammen mit dem Solothurner Steinhauermeister Urs Bargetzi errichtete Erlach-Denkmal wurde am 12. Mai 1849 auf dem Münsterplatz enthüllt. 1961 wurde es von dort entfernt und steht seit Juli 1969 an der Grabenpromenade gegenüber dem Berner Stadttheater. 
Die ursprüngliche Pflasterung wurde erneuert, und der Platz erhielt eine offenere Struktur, um den zunehmenden Fussgänger- und Kutschenverkehr aufzunehmen. Im Rahmen dieser Massnahmen wurde auch die Münsterplattform zu einem öffentlichen Park umgestaltet, wodurch der Platz eine zusätzliche Verbindung zu den unteren Stadtteilen und der Aare erhielt.
Bereits im späten 19. Jahrhundert diente der Münsterplatz als Schauplatz politischer Reden und kultureller Veranstaltungen. Besonders im Zeichen des Historismus wurde der Platz als historisches Symbol der Stadt Bern wiederentdeckt.

### 20. und 21. Jahrhundert

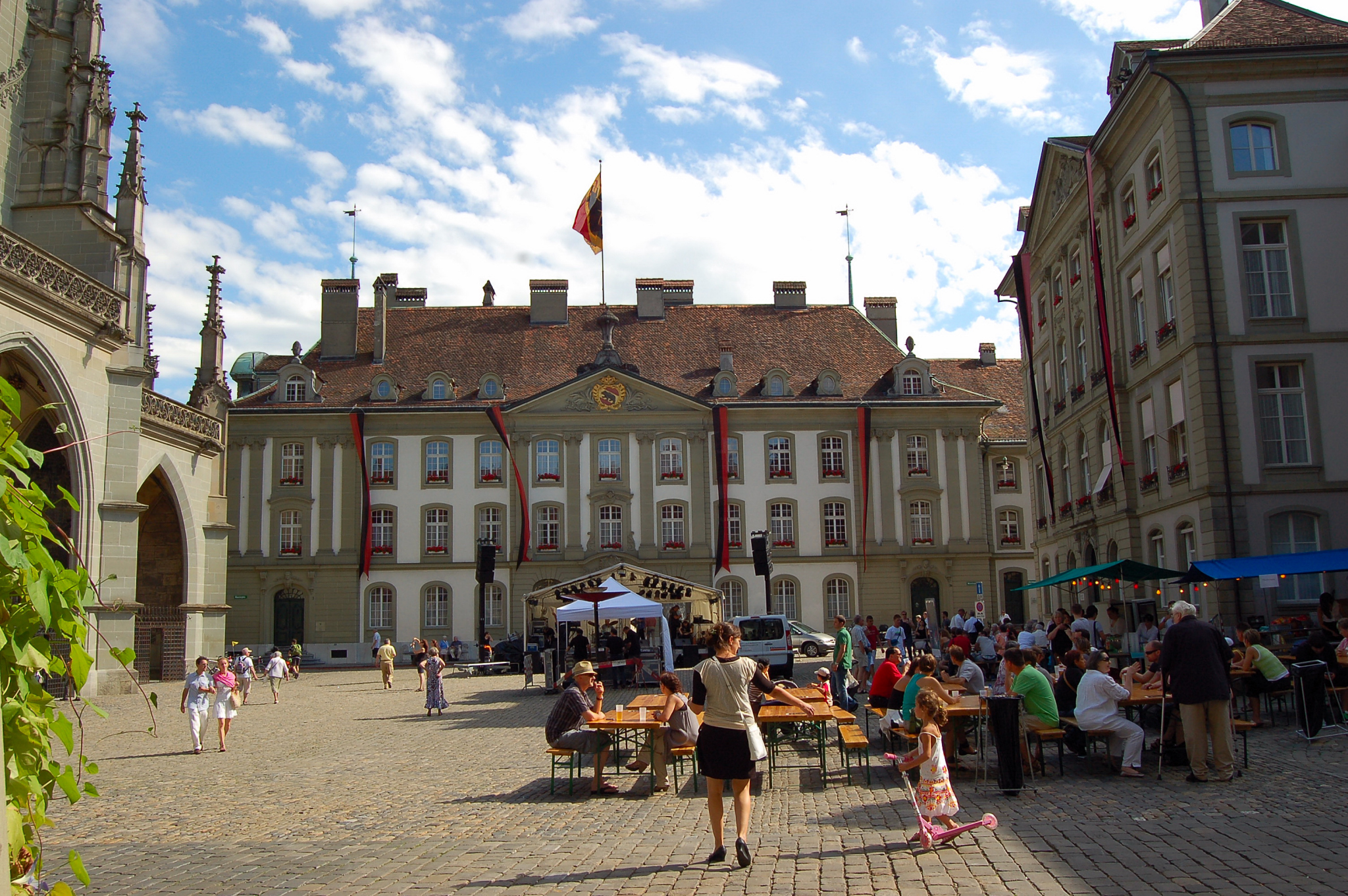
Münsterplatz mit Blick auf das Stiftsgebäude

Mit der zunehmenden Motorisierung im 20. Jahrhundert wurde der Münsterplatz zeitweise als Parkplatz genutzt, wodurch sein historischer Charakter stark verändert wurde. In den 1970er-Jahren setzte eine Rückbesinnung auf die historische und kulturelle Bedeutung des Platzes ein. Massnahmen zur Verkehrsberuhigung wurden umgesetzt, und der Platz wurde wieder als öffentlicher Raum gestaltet.
Heute steht der Münsterplatz unter Denkmalschutz und ist autofrei. Er dient als Veranstaltungsort für Märkte, Feste und kulturelle Events wie den Berner Weihnachtsmarkt. Darüber hinaus dient der Münsterplatz regelmässig als Kulisse für Open-Air-Konzerte, Theateraufführungen und Feste. Der Platz bleibt damit nicht nur ein historisches, sondern auch ein lebendiges Zentrum der Stadt Bern.